# Aero L-159 Alca
Aero L-159 ALCA (Advanced Light Combat Aircraft, z ang. "Zaawansowany Lekki Samolot Bojowy") – czeski lekki odrzutowy samolot bojowy produkowany przez Aero Vodochody.  Pierwszy samolot zaprojektowany od podstaw w Czechach po rozpadzie Czechosłowacji w 1993 roku.

## Historia
W 1992 zakłady Aero rozpoczęły wraz z Boeingiem pracę nad następcą dla Aero L-39 Albatrosa. 4 lipca 1997 rząd Czech złożył zamówienie na 72 maszyny.
Prototyp wersji szkolnej (L-159B) zaprezentowano 12 czerwca 1997, a 2 sierpnia 1997 oblatano. Natomiast 29 sierpnia 1998 odbył się pierwszy lot prototypu wersji bojowej (L-159A). 19 sierpnia 1998 L-159 gościł na pokazach lotniczych w Hradcu Králové, gdzie został po raz pierwszy zademonstrowany szerszej publiczności. 20 października 1999 zaprezentowano pierwszy seryjny egzemplarz. Dostawy dla Czeskich Sił Powietrznych rozpoczęły się w 1999 roku.
W marcu 2017 roku, 13 lat po zamknięciu linii montażowej, wznowiono produkcję samolotu dla Irackich Sił Powietrznych oraz prywatnych przedsiębiorstw zajmujących się szkoleniem pilotów.

## Użycie bojowe
L-159 należące do irackich wojsk lotniczych zostały użyte w walce z Da’isz. W okresie od 12 czerwca 2016 roku do listopada 2017 roku odbyły 418 lotów bojowych i zrzuciły 859 bomb.

## Wersje
- L-159A – jednomiejscowa wersja bojowa
- L-159B – dwumiejscowa wersja szkolna (tylko prototyp)
- L-159T1 – dwumiejscowa wersja szkolna

## Użytkownicy samolotu
- Czeskie Siły Powietrzne
- Irackie Siły Powietrzne – Irak kupił 10 L-159A i 2 T1 (oraz 3 A) na części z zasobów czeskiego lotnictwa, dostarczane od listopada 2015 roku[3].
- Draken International – amerykańska firma świadcząca usługi na rzecz Departamentu Obrony Stanów Zjednoczonych. 30 września 2015 roku odebrała pierwszy egzemplarz L-159 z 21 zamówionych maszyn. Samoloty mają być używane do symulowania przeciwnika w ćwiczeniach wojskowych[4].
- Lewis Fighter Fleet LLC – amerykańska firma, która w 2013 roku, za pośrednictwem EADS CASA nabyła trzy maszyny L-159A.